# Tha Block Is Hot
Albums de Lil Wayne
Lights Out
(2000)
Singles
1. Tha Block Is Hot
Sortie : 23 septembre 1999
2. Respect Us
Sortie : 2000

Tha Block Is Hot est le premier album studio de Lil Wayne,  sorti le 2 novembre 1999.

## Réception
L'album a débuté à la troisième place du Billboard 200 avec 229 000 exemplaires vendus dès la première semaine. C'est le premier membre du groupe les Hot Boys à réaliser cette performance. L'album a été certifié disque de platine par la Recording Industry Association of America (RIAA) le 19 décembre 1999 avec d'un million d'exemplaires vendus aux États-Unis.

## Liste des titres
Tous les titres sont produits par Mannie Fresh.
| No  | Titre                                                  | Contient un (des) sample(s) de                                                        | Durée |
| --- | ------------------------------------------------------ | ------------------------------------------------------------------------------------- | ----- |
| 1.  | Intro (featuring Big Tymers)                           |                                                                                       | 1:47  |
| 2.  | Tha Block Is Hot (featuring B.G. et Juvenile)          |                                                                                       | 4:12  |
| 3.  | Loud Pipes (featuring B.G., Big Tymers et Juvenile)    |                                                                                       | 5:14  |
| 4.  | Whatcha Wanna Do                                       |                                                                                       | 3:50  |
| 5.  | Kisha (featuring les Hot Boys)                         |                                                                                       | 4:17  |
| 6.  | High Beamin' (featuring B.G.)                          |                                                                                       | 4:09  |
| 7.  | Lights Off                                             |                                                                                       | 4:07  |
| 8.  | Fuck tha World                                         |                                                                                       | 4:46  |
| 9.  | Remember Me (featuring B.G.)                           |                                                                                       | 3:54  |
| 10. | Respect Us (featuring Juvenile)                        |                                                                                       | 5:01  |
| 11. | Drop It Like It's Hot (featuring B.G. et Mannie Fresh) | Back That Azz Up (Back That Thang Up) de Juvenile featuring Mannie Fresh et Lil Wayne | 5:23  |
| 12. | Young Playa (featuring Big Tymers)                     |                                                                                       | 3:47  |
| 13. | Enemy Turf (featuring Juvenile)                        |                                                                                       | 4:19  |
| 14. | Not Like Me (featuring Big Tymers)                     |                                                                                       | 4:03  |
| 15. | Come On (featuring B.G.)                               |                                                                                       | 3:35  |
| 16. | Up to Me                                               |                                                                                       | 4:31  |
| 17. | You Want War (featuring Turk)                          |                                                                                       | 3:25  |

## Classement et performance
| Chart (1999)           | Meilleure position |
| ---------------------- | ------------------ |
| Billboard 200          | 3                  |
| Top R&B/Hip-Hop Albums | 1                  |